# مایکل بلک وود (بازیکن فوتبال)
مایکل بلک وود (انگلیسی: Michael Blackwood؛ زادهٔ ۳۰ سپتامبر ۱۹۷۹) بازیکن فوتبال اهل بریتانیا است.
از باشگاه‌هایی که در آن بازی کرده‌است می‌توان به باشگاه فوتبال منزفیلد تاون، باشگاه فوتبال استون ویلا، باشگاه فوتبال براکلی تاون، باشگاه فوتبال آکسفورد یونایتد، باشگاه فوتبال لینکولن سیتی، باشگاه فوتبال استیونج، باشگاه فوتبال کیدرمینستر هاریرس، باشگاه فوتبال ووستر سیتی، باشگاه فوتبال تاموورث، باشگاه فوتبال ورکسام، و باشگاه فوتبال سولیهال مورس اشاره کرد.